# Stort treblad
Stort treblad (Trillium grandiflorum) är en nysrotsväxtart som först beskrevs av André Michaux, och fick sitt nu gällande namn av Richard Anthony Salisbury. Enligt Catalogue of Life ingår Stort treblad i släktet treblad och familjen nysrotsväxter, men enligt Dyntaxa är tillhörigheten istället släktet treblad och familjen nysrotsväxter. Arten förekommer tillfälligt i Sverige, men reproducerar sig inte. Inga underarter finns listade.

## Bildgalleri

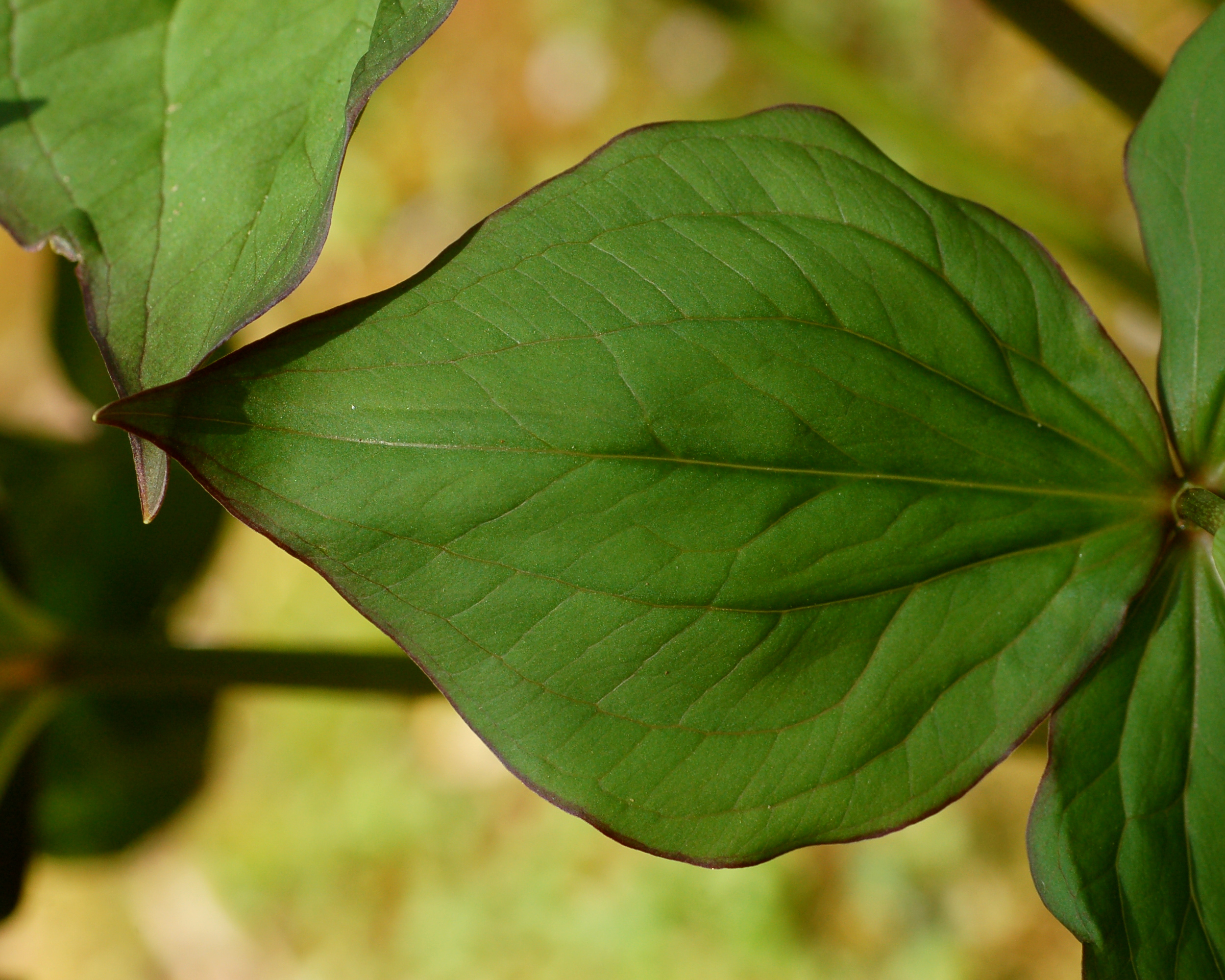
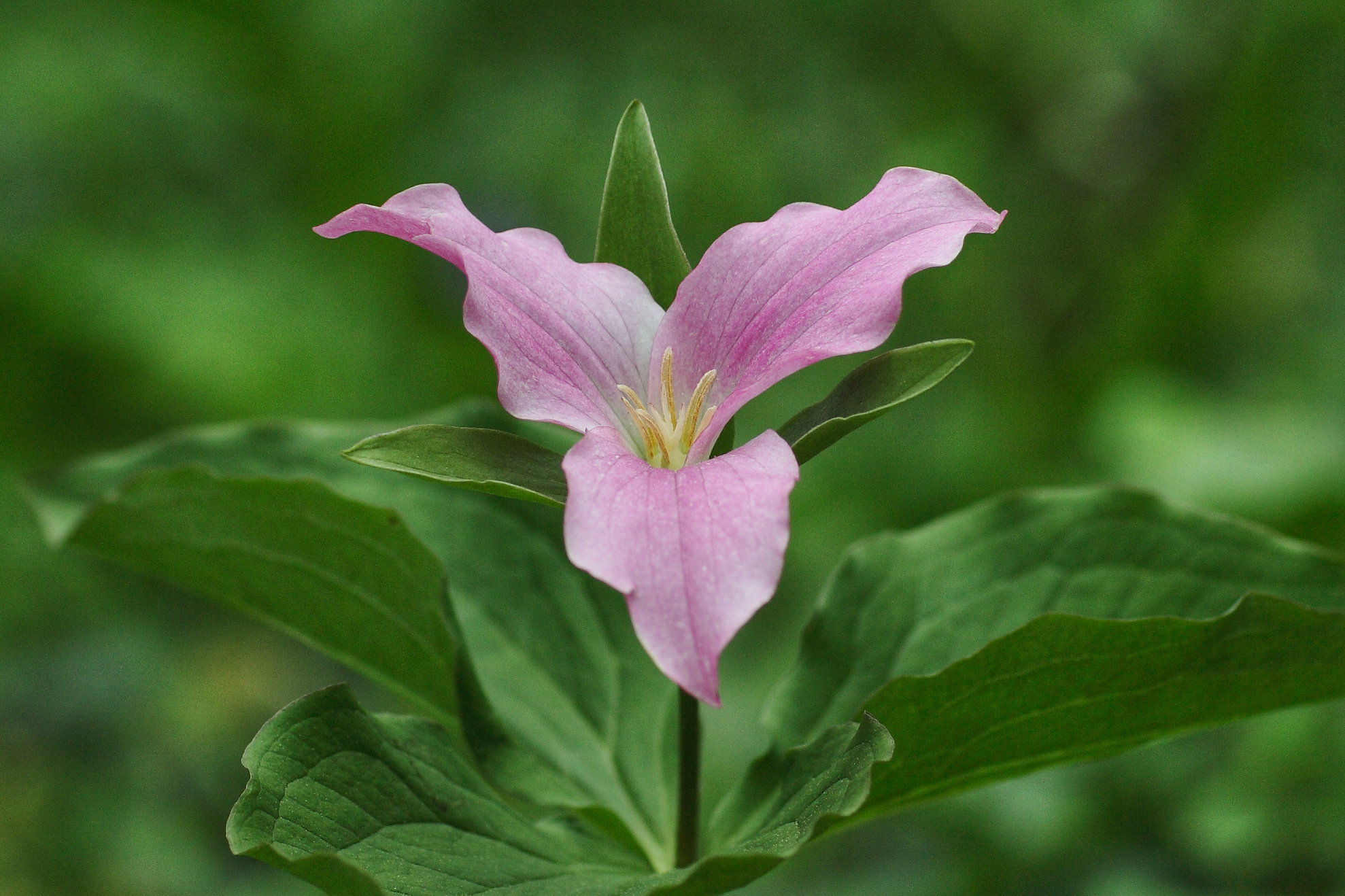
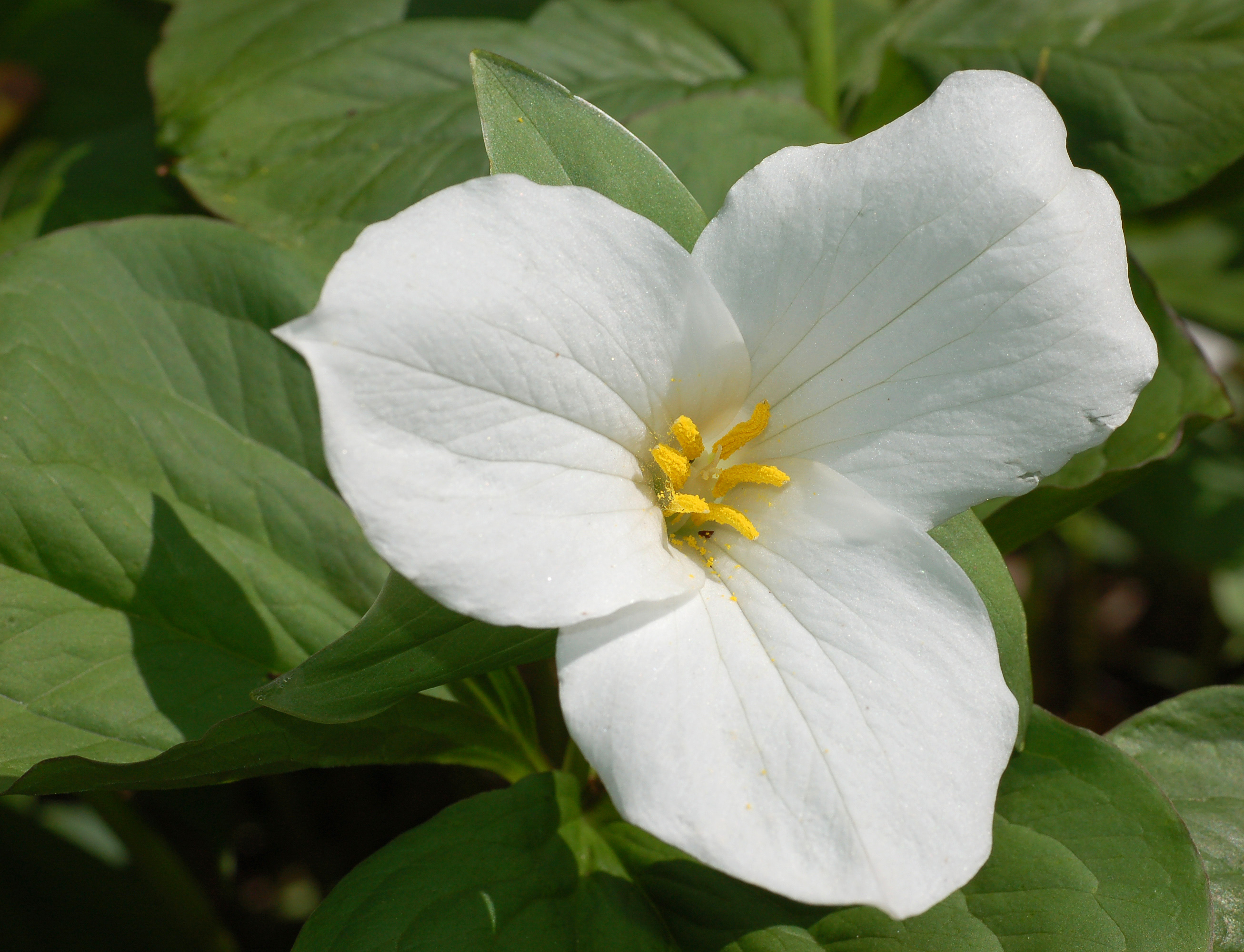
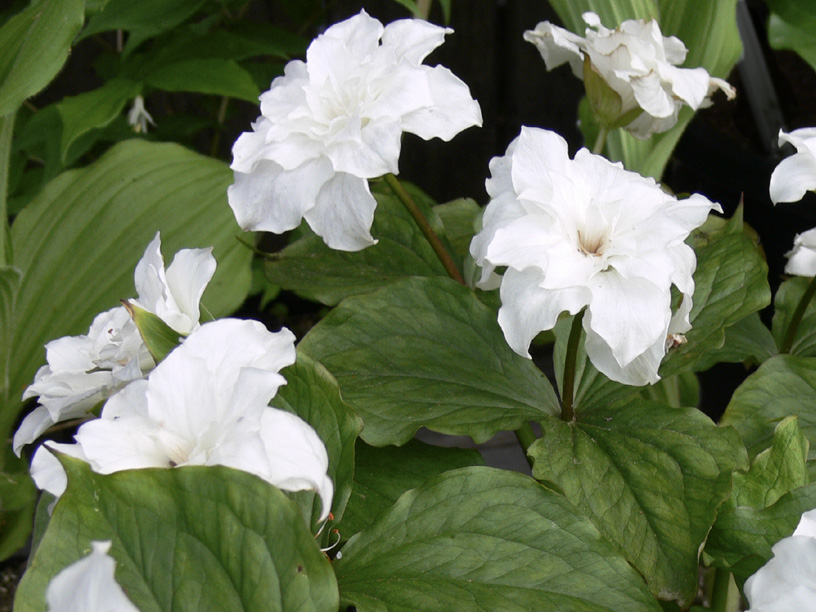